# Stefan Śledziński
Stefan Śledziński-Lidzki, ps. „Lidzki”, „Orzechowski” (ur. 27 lipca?/8 sierpnia 1897 w Żytomierzu, zm. 19 czerwca 1986 w Warszawie) – polski muzykolog i pedagog, encyklopedysta, major kapelmistrz Wojska Polskiego, kawaler Orderu Virtuti Militari.

## Życiorys
Urodził się 8 sierpnia 1897 roku w Żytomierzu jako syn Teodora. W czasie I wojny światowej walczył w szeregach Legionów Polskich, używając pseudonimu „Lidzki”. Służył w 5 pułku piechoty LP. Kształcił się w Liceum Muzycznym Lucjana Marczewskiego w Warszawie. W latach 1916–1921 studiował filologię polską i historię sztuki na Uniwersytecie Warszawskim, od 1922 kompozycję u Romana Statkowskiego i dyrygenturę pod kierunkiem Henryka Melcera w Państwowym Konserwatorium Muzycznym w Warszawie (dyplom w 1924).
3 maja 1922 roku został zweryfikowany w stopniu kapitana ze starszeństwem z dniem 1 czerwca 1922 roku i 1672. lokatą w korpusie oficerów piechoty. W 1923 roku pełnił służbę w Departamencie I Piechoty Ministerstwa Spraw Wojskowych w Warszawie na stanowisku kierownika referatu, pozostając oficerem nadetatowym 63 pułku piechoty w Toruniu. Z dniem 1 marca 1925 roku został przydzielony do macierzystego pułku, a w kwietniu tego roku przeniesiony do 1 pułku piechoty Legionów w Wilnie. 2 kwietnia 1929 roku awansował na majora ze starszeństwem z dniem 1 stycznia 1929 roku i 1. lokatą w korpusie oficerów administracji, grupa kapelmistrzów. Był kapelmistrzem orkiestry 36 pułku piechoty Legii Akademickiej w Warszawie. We wrześniu 1935 został przeniesiony w stan spoczynku. Po odejściu z wojska w 1934 roku został kierownikiem działu muzycznego na Wydziale Sztuki Ministerstwa Wyznań Religijnych i Oświecenia Publicznego.
Podczas II wojny światowej wykładał w Staatliche Musikschule (Państwowa Szkoła Muzyczna) w Warszawie. W czasie powstania warszawskiego pełnił służbę w sztabie Obwodu I Śródmieście AK posługując się pseudonimem „Orzechowski”. Zorganizował orkiestrę wojskową, z którą występował w Śródmieściu i na Powiślu. Po upadku powstania trafił do niewoli niemieckiej (numer jeniecki 1180).
Po wojnie m.in. dyrektor artystyczny i dyrygent Filharmonii Bałtyckiej w Gdańsku (1946–1949), organizator, profesor, następnie rektor Państwowej Wyższej Szkoły Muzycznej w Sopocie (do 1951). Po przymusowym opuszczeniu Wybrzeża – od 1951 roku aż do emerytury pracował w PWSM w Warszawie jako prorektor, dziekan wydziału, kierownik zakładu i katedry teorii muzyki. Główny redaktor Małej Encyklopedii Muzyki (I wyd. 1968). W latach 1960–1972 był prezesem Związku Kompozytorów Polskich.

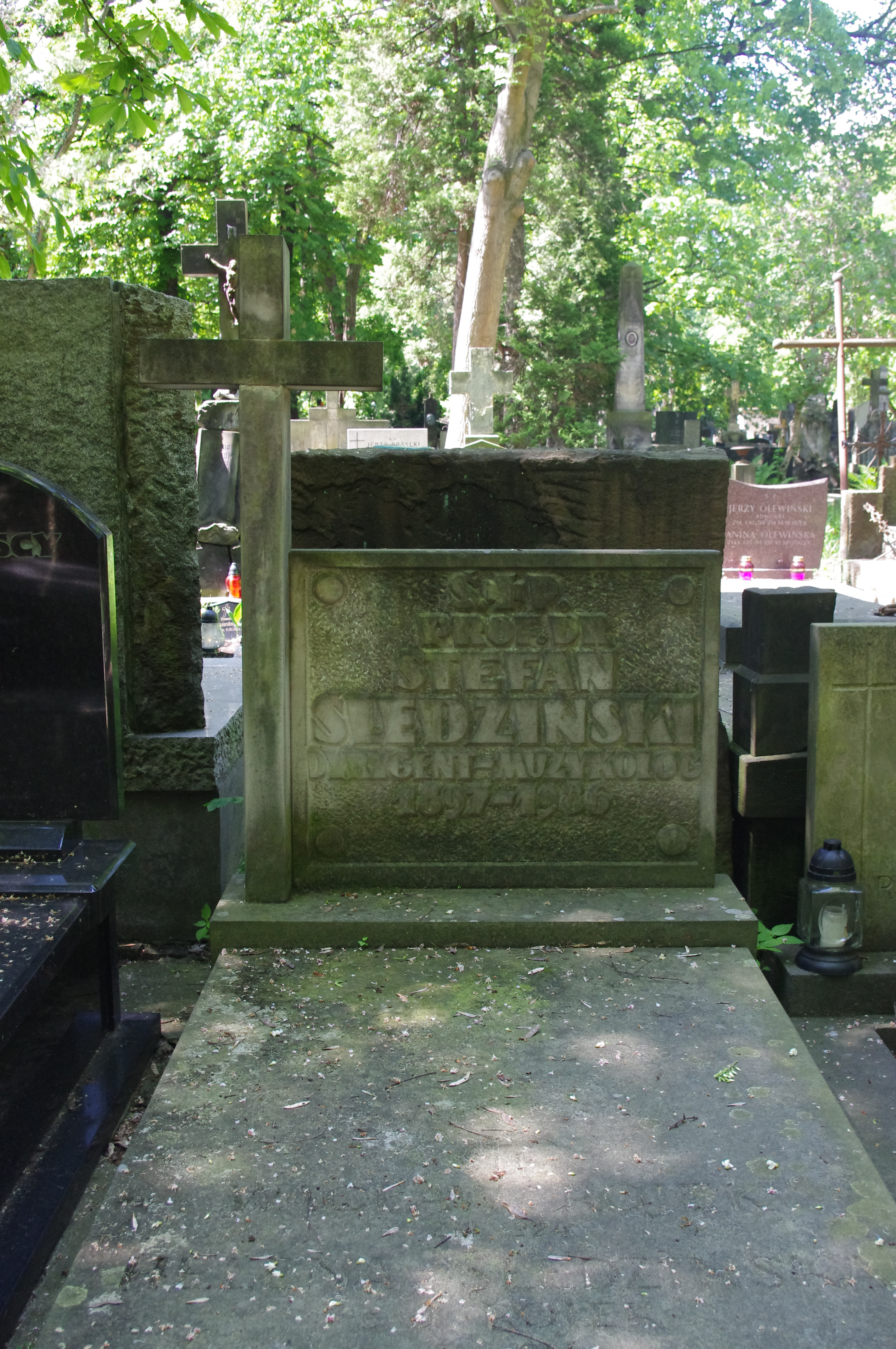
Grób Stefana Śledzińskiego na cmentarzu Powązkowskim w Warszawie

Zmarł w Warszawie, pochowany na cmentarzu Powązkowskim (kwatera 206-3-12).

## Ordery i odznaczenia
- Krzyż Srebrny Orderu Wojskowego Virtuti Militari nr 6645 (17 maja 1922)[12][2]
- Krzyż Komandorski Orderu Odrodzenia Polski (1960)
- Krzyż Niepodległości (13 kwietnia 1931)[13]
- Krzyż Walecznych (dwukrotnie)
- Złoty Krzyż Zasługi (dwukrotnie: 19 marca 1937[14], 11 lipca 1955[15])
- Medal 40-lecia Polski Ludowej (1984)[16]
- Medal 10-lecia Polski Ludowej (19 stycznia 1955)[17]
- Medal Komisji Edukacji Narodowej (1979)
- Odznaka za Rany i Kontuzje (2)[18]
- Odznaka „Za wierną służbę”[18]
- Odznaka „Zasłużony Działacz Kultury” (1967)
- Order Sztandaru Pracy I klasy (1983)

## Nagrody
- Nagroda Ministra Kultury i Sztuki I stopnia (1966, 1969[19], 1974)
- Nagroda Związku Kompozytorów Polskich (1974)
- Nagroda m. st. Warszawy (1980)